# Родзянко, Леонид Петрович
Леони́д Петро́вич Родзя́нко (11 декабря 1876 — не ранее 1917) — российский полковник; киевский предприниматель, конезаводчик.
Двоюродный брат М. В. Родзянко (1859—1924), председателя Государственной думы Российской империи 3-го и 4-го созывов (1911—1917).

## Биография
Служа в кавалерии, прошёл путь от драгуна Украинского 15-го гусарского полка (в 1909 — штабс-ротмистр) до полковника.
Был предпринимателем, конезаводчиком. Владел четырьмя доходными домами по улице Ярославов Вал в Киеве (ныне — № 14, 16).
Накануне войны 1914 года продал недвижимость и вместе с женой и сыном уехал в Америку, где, выгодно вложив капитал, через три года стал миллионером. Его братья и сёстры эмигрировать отказались.

### Семья
Отец — Пётр Павлович Родзянко (3.1.1837 — ?); мать — Анастасия Ивановна (? — 25.8.1905).
Жена — Мария Фёдоровна (7.7.1886 — ?), дочь Фёдора Фёдоровича Бейльштейна (1838—1906), химика, академика Петербургской академии наук, и Ольги Фёдоровны Нельговской;
- сын — Борис (12.6.1908 — ?)[7].

## Адреса в Киеве
- улица Ярославов Вал, дом 14 — проживал в собственной квартире с 1908 года[5]. Ныне здесь находится Киевская академическая мастерская театрального искусства «Сузір’я» (Созвездие) [8].